# 3376 Armandhammer
3376 Armandhammer (1982 UJ8) là một tiểu hành tinh vành đai chính được phát hiện ngày 21 tháng 10 năm 1982 bởi Zhuravleva, L. ở Nauchnyj.